# Bernhard Lösener
Pour les articles homonymes, voir Lösener.
Bernhard Lösener, né le 27 décembre 1890 à Fürstenberg et mort le 28 août 1952 à Cologne, est un juriste allemand sous le Troisième Reich. Il travaille en 1935 à la rédaction des Lois de Nuremberg en tant que « référent racial ». Il est arrêté en 1944 en raison de son soutien à un résistant.

## Biographie
Bernhard Lösener, fils d'un juge administratif, étudie le droit à l'université de Tübingen à partir du semestre d'été 1909 jusqu'en 1913 et y devient membre de la Tübinger Burschenschaft Derendingia (de) en 1909,. Il adhère au NSDAP en 1930. Il est employé après ses études de droit à l'office douanier de Glatz, puis à l'office fédéral des finances de Neiße et au Ministère du Reich à l'Intérieur à compter d'avril 1933. Il y devient conseiller ministériel en août 1935. Il est envoyé le 14 septembre 1935 en tant que « référent racial » à Nuremberg pour rédiger en hâte, avec Hans Globke et Wilhelm Stuckart, les lois de Nuremberg.
Lösener porte fin 1941 ce titre de « référent racial » au Ministère de l'Intérieur, sous la direction de Wilhelm Stuckart. Christopher Browning évoque des différends entre les deux hommes : Lösener, informé par Werner Feldscher du meurtre de Juifs allemands déportés à Riga souhaitait quitter le Ministère, mais Stuckart l'en aurait dissuadé en rappelant que ce meurtre avait été décidé au plus haut lieu, et qu'il avait été jugé nécessaire. Lösener prétend alors avoir déclaré à Stuckart qu'il ne peut assumer les conséquences concrètes de ses décisions et travaux.
Il participe le 29 janvier 1942, dans les locaux de Rosenberg au Ministère du Reich aux territoires occupés de l'Est aux premiers travaux qui suivent la Conférence de Wannsee. Il contribue de manière décisive à unifier et étendre, dans le cadre de la Shoah, la définition nazie du « Juif ».
Après avoir quitté à sa demande le Ministère de l'Intérieur, il travaille à partir d'avril 1943 au tribunal administratif du Reich à la question des dommages de guerre.
Lösener est arrêté le 11 novembre 1944, car il a hébergé en août 1944 et pendant quelques jours Ludwig Gehre, ami de Stauffenberg. Selon ses déclarations, Lösener aurait eu depuis 1936 des contacts avec Hans Bernd Gisevius, membre du groupe de résistance de Carl Friedrich Goerdeler. Lösener est exlu du NSDAP en janvier 1945, et relâché à Torgau devant l'avancée de l'Armée rouge.
Lösener témoigne après-guerre au Procès des ministères en faveur de Wilhelm Stuckart. Il obtient en avril 1949 un poste au sein de l'organisation d'entraide juive du Joint Distribution Committee. Il travaille ensuite au service financier de la ville de Cologne. Il est inhumé au cimetière du Nord de Cologne.

## Perspective historique
La version, qu'il a lui-même rédigée dès 1950, selon laquelle Lösener, référent pour le « droit racial » au Ministère de l'Intérieur, aurait été un résistant clandestin, est publiée par le Secrétaire d'État Walter Strauß en 1961 : elle permet alors d'innocenter Globke, poursuivi pour sa contribution aux Lois de Nuremberg.
Cette version est longtemps acceptée par les historiens de façon peu critique. Il faut attendre les travaux de Peter Longerich et Günter Neliba pour établir des liens avec Rudolf Hess, Wilhelm Frick et Joseph Goebbels.
L'action de Lösener sous le Troisième Reich reste controversée.

## Publications
- Bernhard Lösener, avec Friedrich August Knost: Die Nürnberger Gesetze über das Reichsbürgerrecht und den Schutz des deutschen Blutes und der deutschen Ehre nebst den Durchführungsverordnungen sowie sämtlichen einschlägigen Bestimmungen und den Gebührenvorschriften. Vahlen, Berlin 1936
- Cinquième édition:  Die Nürnberger Gesetze mit den Durchführungsverordnungen und den sonstigen einschlägigen Vorschriften. [Kommentar] Vahlen, Berlin 1942